# Nedissen
Nedissen ist ein zur Ortschaft Wittgendorf gehöriger Ortsteil der Gemeinde Schnaudertal im Burgenlandkreis (Sachsen-Anhalt).

## Geografie
Nedissen befindet sich im Nordwesten der Gemeinde Schnaudertal südöstlich von Zeitz. Durch den Ort fließt der Wilde Bach, der in Zeitz in die Weiße Elster mündet.
| Zetzschdorf |                                             |              |
|             | Kompassrose, die auf Nachbargemeinden zeigt | Großpörthen  |
| Loitzschütz |                                             | Kleinpörthen |

## Geschichte

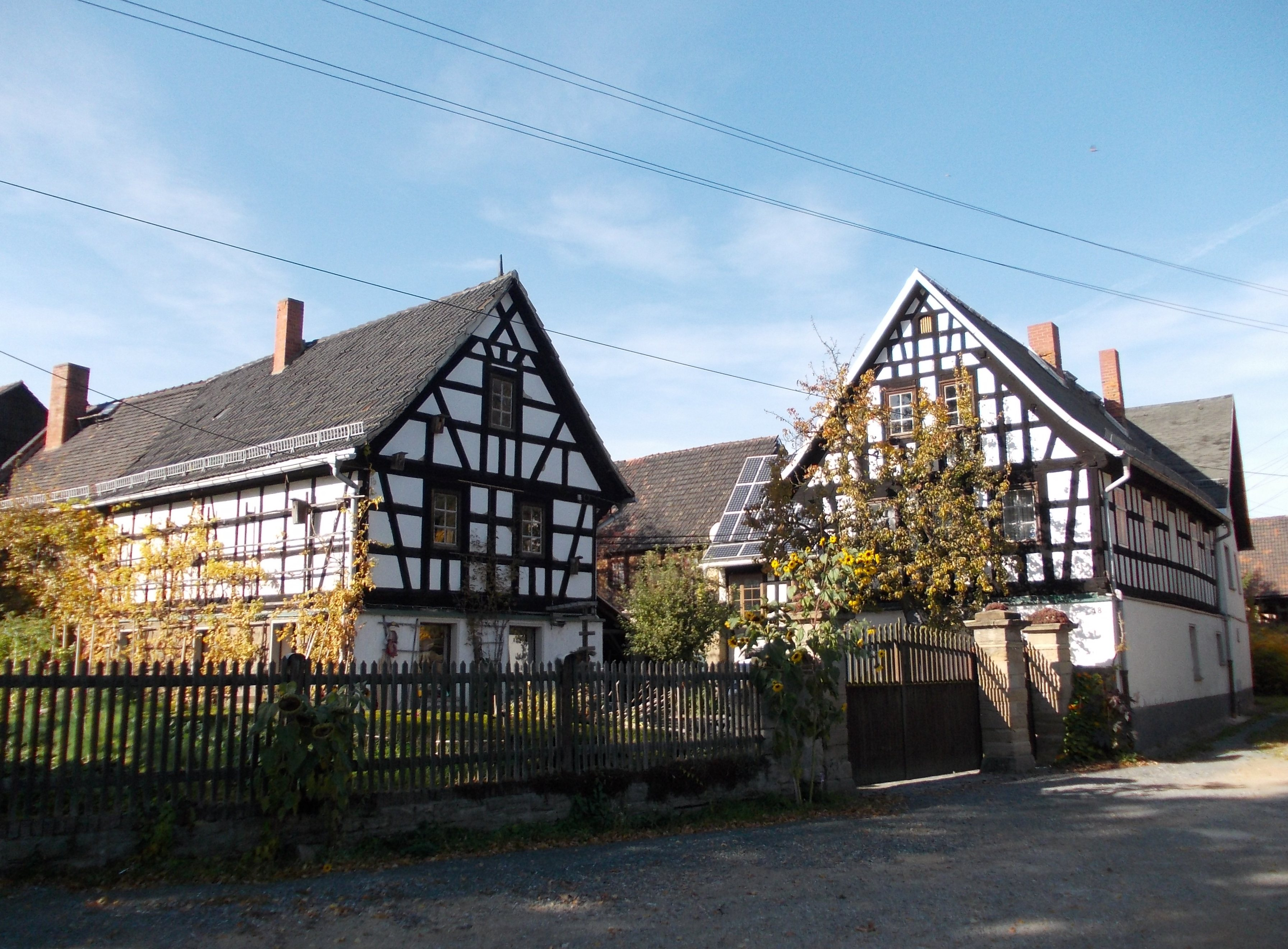
Fachwerkhäuser in Nedissen

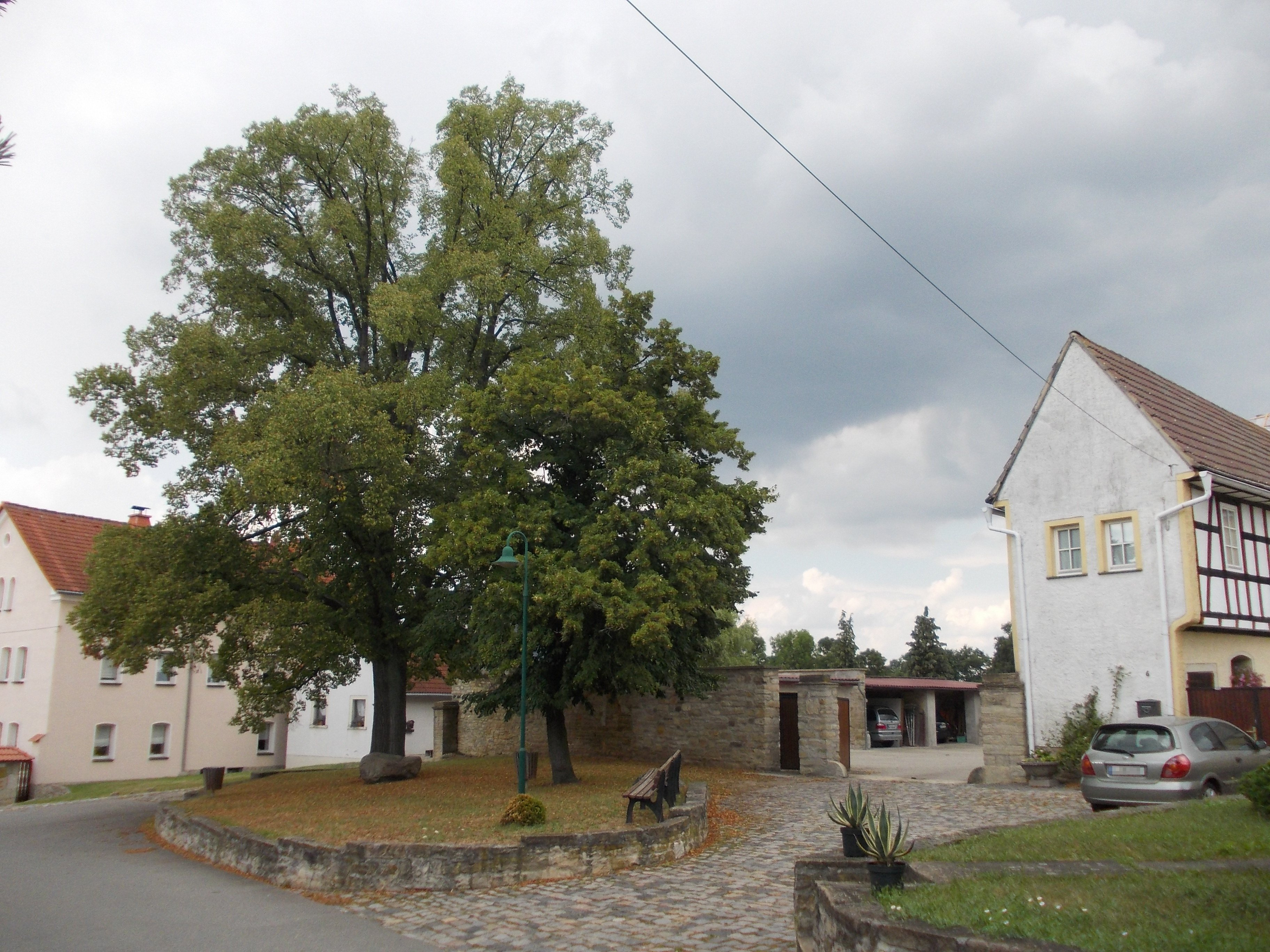
Nedissen, Lindenplatz

Nedissen wurde bereits im Jahr 1121 erwähnt, als Teile des Orts an das neu gegründete Kloster Bosau bei Zeitz gegeben wurden. Weitere Anteile folgten im Lauf des 12. Jahrhunderts. Nedissen lag im Bezirk des Gerichts zum Roten Graben, der im Jahr 1286 an das Hochstift Naumburg-Zeitz kam. Nedissen lag bis 1815 im Amt Zeitz, das als Teil des Hochstifts Naumburg-Zeitz seit 1561 unter kursächsischer Hoheit stand und zwischen 1656/57 und 1718 zum Sekundogenitur-Fürstentum Sachsen-Zeitz gehörte.
Durch die Beschlüsse des Wiener Kongresses kam Nedissen mit dem Amt Zeitz im Jahr 1815 zu Preußen. Der Ort wurde 1816 dem Kreis Zeitz im
Regierungsbezirk Merseburg der Provinz Sachsen zugeteilt. Nach der Auflösung der preußischen Provinz Sachsen (1815–1944) wurde am 1. Juli 1944 der Regierungsbezirk Merseburg zur Provinz Halle-Merseburg (1944–1945), zu dem nun auch Nedissen im Landkreis Zeitz gehörte. Nach dem Zweiten Weltkrieg kam Nedissen zum Land Sachsen-Anhalt.
Am 1. Juli 1950 wurde Nedissen nach Wittgendorf eingemeindet. Mit der Verwaltungsreform in der DDR am 25. Juli 1952 kam Nedissen als Ortsteil der Gemeinde Wittgendorf an den Kreis Zeitz im Bezirk Halle, der seit 1990 als Landkreis Zeitz im Land Sachsen-Anhalt fortgeführt wurde und 1994 zum Burgenlandkreis kam. Durch Fusion der Gemeinde Wittgendorf mit der Gemeinde Bröckau kam Nedissen am 1. Januar 2010 zur Gemeinde Schnaudertal. Seitdem gehört Nedissen zum Ortsteil Wittgendorf.

## Kulturdenkmäler
- Kriegerdenkmal für die Gefallenen des Ersten Weltkriegs